# Severní Holandsko

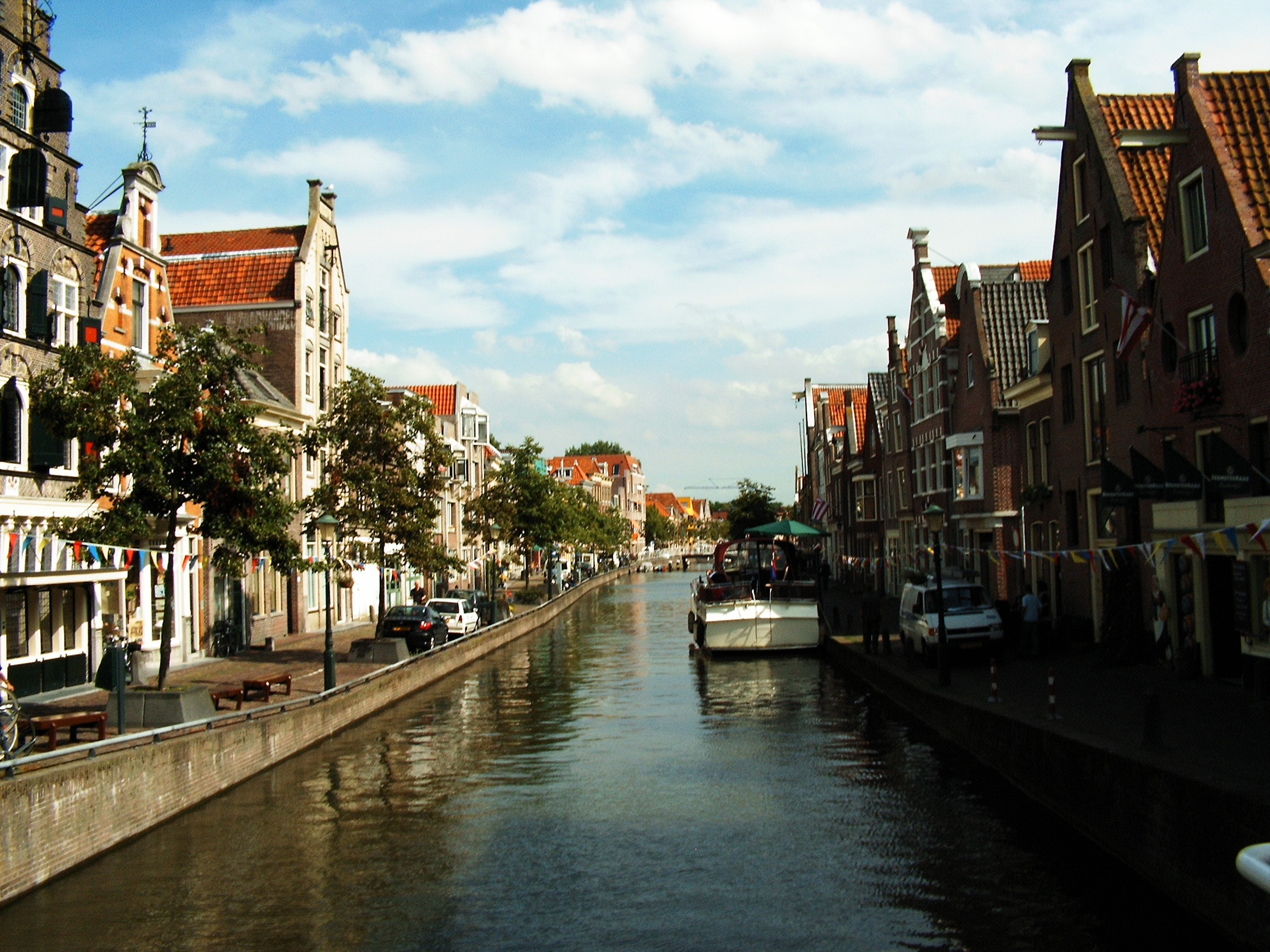
Kanál Alkmaar

Severní Holandsko (nizozemsky Noord-Holland, západofrísky Noard-Holland) je nizozemská provincie, která se nachází v severozápadní části země. Jejím hlavním městem je Haarlem. Kromě něj se zde nacházejí např. hlavní město země Amsterdam, Hilversum, Alkmaar, Zaandam a Hoorn.

## Geografie
Provincii Severní Holandsko tvoří poloostrov, který se nachází mezi Severním mořem a jezerem IJsselmeer. Více než polovinu rozlohy provincie zaujímají vysušené oblasti zvané poldery, které se často nacházejí pod úrovní hladiny moře. Součástí provincie je také ostrov Texel.

## Historie
Provincie Severní Holandsko vznikla v roce 1840, kdy došlo k rozdělení provincie Holandsko na Severní a Jižní. Roku 1942 byly ostrovy Vlieland a Terschelling navráceny Frísku, k němuž náležely od středověku až do zániku Republiky spojených nizozemských provincií. Roku 1950 byl dřívější ostrov Urk začleněn do provincie Overijssel.

## Administrativní členění
V roce 2014 byla provincie Severní Holandsko administrativně rozčleněna na 53 obcí:
1. Aalsmeer
2. Alkmaar²
3. Amstelveen
4. Amsterdam
5. Beemster
6. Bergen
7. Beverwijk
8. Blaricum
9. Bloemendaal
10. Bussum
11. Castricum
12. Den Helder
13. Diemen
14. Drechterland²
15. Edam-Volendam
16. Enkhuizen²
17. Graft-De Rijp
18. Haarlem
19. Haarlemmerliede en Spaarnwoude
20. Haarlemmermeer
21. Heemskerk
22. Heemstede
23. Heerhugowaard
24. Heiloo
25. Hilversum
26. Hollands Kroon
27. Hoorn²
28. Huizen
29. Koggenland²
30. Landsmeer
31. Langedijk²
32. Laren
33. Medemblik²
34. Muiden
35. Naarden
36. Oostzaan
37. Opmeer²
38. Ouder-Amstel
39. Purmerend
40. Schagen²
41. Schermer
42. Stede Broec²
43. Texel
44. Uitgeest
45. Uithoorn
46. Velsen
47. Waterland
48. Weesp
49. Wijdemeren
50. Wormerland
51. Zaanstad
52. Zandvoort
53. Zeevang

² Obce tzv. Západního Fríska
Obce Graft-De Rijp a Schermer se 1. ledna 2015 staly součástí Alkmaaru. Haarlemmerliede en Spaarnwoude byla 1. ledna 2019 začleněna do Haarlemmermeeru. 